# 영암도기박물관
영암도기박물관은 전라남도 영암군 소재의 도자기 박물관이다.

## 연혁
- 1999년 10월 9일 도기문화센터 개관.
- 1999년 10월 9일 ~ 11월 9일 개관 기념 특별전 「영암의 토기전통과 鳩林陶器」

## 관람 안내
- 운영시간: 연중무휴, 입장료 무료
- 관람시간: 오전 9시부터 오후 6시까지